# Vedelago
Vedelago é uma comuna italiana da região do Vêneto, província de Treviso, com cerca de 13.827 habitantes. Estende-se por uma área de 61 km², tendo uma densidade populacional de 227 hab/km². Faz fronteira com Altivole, Castelfranco Veneto, Istrana, Montebelluna, Piombino Dese (PD), Resana, Riese Pio X, Trevignano.

## Demografia
| Variação demográfica do município entre 1861 e 2011                               |
|                                                                                   |
| Fonte: Istituto Nazionale di Statistica (ISTAT) - Elaboração gráfica da Wikipedia |